# Kaiyngdy
Kaindy (ryska: Каинды) är en distriktshuvudort i Kirgizistan. Den ligger i oblastet Tjüj Oblusu, i den nordvästra delen av landet, 70 km väster om huvudstaden Bisjkek. Kaindy ligger 738 meter över havet och antalet invånare är 10 616.
Terrängen runt Kaindy är huvudsakligen platt, men söderut är den kuperad. Terrängen runt Kaindy sluttar norrut. Runt Kaindy är det mycket glesbefolkat, med 6 invånare per kvadratkilometer. Närmaste större samhälle är Kara-Balta, 14,1 km öster om Kaindy. Trakten runt Kaindy består i huvudsak av gräsmarker.